# Equazione di campo di Einstein
L'equazione di campo di Einstein è l'equazione fondamentale della teoria della relatività generale. Essa descrive la curvatura dello spaziotempo in funzione della densità di materia, dell'energia e della pressione, rappresentate tramite il tensore stress-energia.
L'equazione è stata al centro di una polemica di priorità tra Albert Einstein e il matematico David Hilbert, risolta dopo parecchio tempo a favore di Einstein.

## Equazione
L'equazione di campo originale è
{\displaystyle R_{\mu \nu }-{1 \over 2}g_{\mu \nu }R={\frac {8\pi G}{c^{4}}}T_{\mu \nu }}
Ma successivamente Einstein la modificò aggiungendo la costante cosmologica in modo da ottenere un modello di universo statico. Nella forma con la costante cosmologica, l'equazione di campo è
{\displaystyle R_{\mu \nu }-{1 \over 2}g_{\mu \nu }R+\Lambda g_{\mu \nu }={\frac {8\pi G}{c^{4}}}T_{\mu \nu }}
dove:
- {\displaystyle R_{\mu \nu }} è il tensore di curvatura di Ricci;
- {\displaystyle R} la curvatura scalare, ossia la traccia di {\displaystyle R_{\mu \nu }} calcolata rispetto alla metrica data dal tensore metrico {\displaystyle g_{\mu \nu }};
- {\displaystyle g_{\mu \nu }} il tensore metrico;
- {\displaystyle \Lambda } la costante cosmologica;
- {\displaystyle T_{\mu \nu }} il tensore energia impulso;
- {\displaystyle c} la velocità della luce nel vuoto;
- {\displaystyle G} la costante di gravitazione universale.

Il tensore {\displaystyle g_{\mu \nu }} descrive la metrica dello spazio-tempo ed è un tensore simmetrico 4x4, che quindi ha 10 componenti indipendenti; date le identità di Bianchi, le equazioni indipendenti si riducono a 6. Definendo il tensore di Einstein {\displaystyle {\mathcal {G}}_{\mu \nu }} come segue:
{\displaystyle {\mathcal {G}}_{\mu \nu }=R_{\mu \nu }-{1 \over 2}g_{\mu \nu }R}
possiamo riscrivere l'equazione di campo come
{\displaystyle {\mathcal {G}}_{\mu \nu }+\Lambda g_{\mu \nu }={\frac {8\pi G}{c^{4}}}T_{\mu \nu }}

## Lagrangiana della relatività generale
L'equazione di campo della relatività generale nel vuoto può essere derivata dalla variazione di una densità lagrangiana. L'azione ad essa associata, ossia l'integrale della suddetta densità Lagrangiana, è data dalla somma dell'azione di Einstein-Hilbert e dell'azione legata alla costante cosmologica:
{\displaystyle {\mathcal {L}}={\mathcal {L}}_{E-H}+{\mathcal {L}}_{\Lambda }={k}{\sqrt {-g}}(R-2\Lambda )}
Nella precedente equazione {\displaystyle {\sqrt {-g}}} è la radice quadrata del (negativo del) determinante della metrica, {\displaystyle R=R^{\mu \nu }g_{\mu \nu }} è lo scalare di curvatura, {\displaystyle \Lambda } è la costante cosmologica e {\displaystyle {k}} vale  {\displaystyle {\frac {c^{4}}{16\pi G}}} nel SI.

## Equazioni di campo di Einstein–Maxwell
Se il tensore energia impulso {\displaystyle T_{\mu \nu }} è quello associato alla presenza di un campo elettromagnetico {\displaystyle F_{\mu \nu }} nel vuoto, dato da:
{\displaystyle T^{\alpha \beta }=\,-{\frac {1}{\mu _{0}}}\left({F^{\alpha }}^{\psi }{F_{\psi }}^{\beta }+{\tfrac {1}{4}}g^{\alpha \beta }F_{\psi \tau }F^{\psi \tau }\right)}
allora si parla di equazioni di campo di Einstein–Maxwell (dove la costante cosmologica {\displaystyle \Lambda } è posta a zero nella teoria standard):
{\displaystyle G^{\alpha \beta }+\Lambda g^{\alpha \beta }={\frac {\kappa }{\mu _{0}}}\left({F^{\alpha }}^{\psi }{F_{\psi }}^{\beta }+{\tfrac {1}{4}}g^{\alpha \beta }F_{\psi \tau }F^{\psi \tau }\right),}
dove, per brevità, si è posto {\displaystyle \kappa ={\frac {8\pi G}{c^{4}}}} e {\displaystyle \mu _{0}} denota permeabilità magnetica nel vuoto.
Oltre alla precedente equazione, devono essere soddisfatte le equazioni di campo di Maxwell (scritte in forma covariante):
{\displaystyle {F^{\alpha \beta }}_{;\beta }=0}
{\displaystyle F_{[\alpha \beta ;\gamma ]}={\tfrac {1}{3}}\left(F_{\alpha \beta ;\gamma }+F_{\beta \gamma ;\alpha }+F_{\gamma \alpha ;\beta }\right)={\tfrac {1}{3}}\left(F_{\alpha \beta ,\gamma }+F_{\beta \gamma ,\alpha }+F_{\gamma \alpha ,\beta }\right)=0,}
dove {\displaystyle ;} denota la derivata covariante, e {\displaystyle [\,,\,]} l'operazione di anti-simmetrizzazione. La prima equazione di Maxwell asserisce che la divergenza (quadrimensionale) covariante della 2-forma differenziale {\displaystyle F} è zero, e la seconda che (anche) la sua derivata esterna è zero. Da quest'ultima, segue per il lemma di Poincaré che (localmente) in una carta locale è possibile trovare una 1-forma (potenziale del campo elettromagnetico) {\displaystyle A_{\mu }} tale che:
{\displaystyle F_{\alpha \beta }=A_{\alpha ;\beta }-A_{\beta ;\alpha }=A_{\alpha ,\beta }-A_{\beta ,\alpha }}
dove {\displaystyle ,} denota la derivata parziale.

## Altre equazioni di campo
L'equazione di campo indicata da Einstein non è l'unica possibile, ma si distingue per la semplicità dell'accoppiamento tra materia/energia e curvatura.
I modelli di universo in cui è presente una costante cosmologica sono generalizzazioni del modello precedente, la cui metrica è detta metrica di Friedmann-Lemaître-Robertson-Walker, o FLRW. L'assunto che l'universo sia isotropo ed omogeneo a grande scala è noto come principio cosmologico.

## Contrazione o espansione dell'universo
Il termine {\displaystyle \Lambda } venne introdotto ad hoc da Einstein per permettere un universo statico, in quanto la sua teoria prevedeva un universo dinamico (o in contrazione o in espansione), inconcepibile per quei tempi. Nei dieci anni successivi le osservazioni di Edwin Hubble confermarono l'espansione dell'universo e il termine  {\displaystyle \Lambda } venne omesso (lo stesso Einstein ne giudicò l'introduzione il suo più grande errore). Sembra però che Einstein fosse "condannato" ad avere in qualche modo ragione in quanto la costante cosmologica si è riaffermata nel 1998 con l'osservazione di un universo in accelerazione, che ha spinto gli astronomi a introdurre l'idea di una costante cosmologica positiva. Come quella individuata da Einstein, anche la versione aggiornata svolge il ruolo di forza antigravitazionale su larga scala, ora rappresentata dall'energia oscura.
Trascurando temporaneamente la costante cosmologica {\displaystyle \Lambda } e utilizzando unità di misura per cui c sia pari ad uno, se supponiamo che l'universo a grande scala sia isotropo ed omogeneo, è possibile ridurre l'equazione tensoriale all'equazione differenziale:
{\displaystyle \left({\frac {\dot {R}}{R}}\right)^{2}+{\frac {k}{R^{2}}}={\frac {8\pi G}{3}}\rho }
dove {\displaystyle R} è il fattore di scala (che se l'universo è chiuso ne rappresenta il raggio), {\displaystyle {\dot {R}}} la sua velocità di variazione, {\displaystyle \rho } la densità media dell'universo e {\displaystyle k} la curvatura (positiva, negativa o nulla). Risulta dunque facile, ponendo {\displaystyle k=0}, calcolare quella che viene definita la "densità critica" dell'universo, che risulta:
{\displaystyle \rho _{c}={\frac {3H^{2}}{8\pi G}}}
dove si è fatto utilizzo della relazione {\displaystyle {\tfrac {\dot {R}}{R}}=H} che lega il parametro di Hubble al fattore di scala. Naturalmente la debolezza di questa formula è che le condizioni non autorizzano a considerare {\displaystyle k=0}. Se la curvatura dell'universo è maggiore di 0 esso si ricontrarrà, se pari o inferiore si espanderà per sempre. In questo tipo di universo la distanza tra due punti è data dalla metrica di Friedmann-Lemaître-Robertson-Walker. Sempre con {\displaystyle k=0}, l'equazione , che assume la forma 
{\displaystyle \left({\frac {\dot {R}}{R}}\right)^{2}={\frac {8\pi G}{3}}\rho }
può essere risolta ponendo {\displaystyle \rho ={\tfrac {M}{R^{3}}}}, e ha come soluzione :
{\displaystyle R(t)=Ct^{2/3}}
dove {\displaystyle C} è una costante. Questa soluzione ci dice che, per un universo spazialmente piatto e con costante cosmologica nulla, il fattore di scala è proporzionale al tempo alla due terzi {\displaystyle R\propto t^{2/3}}.
Reintroducendo la costante cosmologica come una forma di energia, essa si comporta a tutti gli effetti come una densità di energia negativa che permea tutto lo spazio; di conseguenza è possibile riconsiderare la densità critica come somma di due quantità: una rappresentata dalla materia, osservabile e oscura, e l'altra dall'energia oscura. Infatti in tal caso l'equazione diventa 
{\displaystyle \left({\frac {\dot {R}}{R}}\right)^{2}+{\frac {k}{R^{2}}}={\frac {8\pi G}{3}}\left(\rho +\rho _{\Lambda }\right)}
Dove {\displaystyle \rho } è la densità della materia e  {\displaystyle \rho _{\Lambda }} la densità di energia associata alla costante cosmologica definita come {\displaystyle \rho _{\Lambda }={\tfrac {\Lambda c^{4}}{8\pi G}}}, che ha proprio le dimensioni di una densità energetica.
Dal momento che le attuali osservazioni, in particolare misurazioni della radiazione cosmica di fondo effettuate dal satellite WMAP, indicano che l'universo è molto vicino a una curvatura nulla, la densità dell'universo dovrebbe essere molto vicina al valore critico che ne determinerebbe una geometria piatta. Al contrario la densità di energia della materia globalmente rilevabile è stimata essere soltanto il 30% circa di tale valore e la costante cosmologica sotto forma di energia oscura, qualora dimostrata e quantificata, dovrebbe permettere di colmare tale differenza e prevedere di conseguenza il destino ultimo dell'universo. Trovare pertanto conferme della sua esistenza, identificarne la natura e quantificarla con esattezza sono importanti campi d'indagine per la cosmologia.

## Soluzioni delle equazioni di campo
Alcune soluzioni particolari dell'equazione di campo hanno dato origine ai vari modelli cosmologici, tra le quali:
- l'universo di de Sitter, che postulava un universo vuoto, in cui le forze gravitazionali fossero trascurabili.
- il modello di Friedmann, direttamente legato alla densità di materia presente nell'universo ed ancora oggi il modello comunemente accettato.
- la soluzione di Lemaitre, una prima formulazione della teoria del Big Bang, in cui le galassie sono frammenti eiettati dall'esplosione di un "atomo primordiale" da cui ha avuto origine l'universo.

Altre soluzioni descrivono invece il campo gravitazionale generato da corpi celesti, come ad esempio i buchi neri: 
- lo spaziotempo di Schwarzschild (esprimibile anche mediante le coordinate di Kruskal-Szekeres), che rappresenta la geometria di uno spazio-tempo statico e a simmetria sferica, generata ad esempio da un buco nero non rotante e privo di carica elettrica.
- la metrica di Reissner-Nordström, che corrisponde al campo gravitazionale di un corpo sfericamente simmetrico, non rotante ma dotato di carica elettrica.
- la metrica di Kerr, generata da un corpo neutro a simmetria sferica e rotante. Nel caso sia anche dotato di carica elettrica, si parla di Metrica di Kerr-Newman.

Fra le altre possibili soluzioni, possiedono grande importanza in astrofisica quelle che descrivono la propagazione delle onde gravitazionali.